# COLLADA (format de fitxer)
COLLADA és un format de fitxer per a programari 3D. Fou desenvolupat per a emmagatzemar i transferir models 3D entre diferents programes. Això queda palès en el nom (COLLAborative Design Activity), activitat de disseny col·laboratiu, i en l'extensió (.dae) data asset exchange, dades amb valor per a l'intercanvi. Sony en fou el creador, posteriorment i per a assegurar-ne el propòsit d'intercanvi en què fou concebut, Sony va col·laborar amb empreses com Autodesk, Alias Systems i Avid Technology. Actualment, és propietat i està sota la direcció de Khronos Group. Ha estat adoptat per la normativa ISO com una especificació disponible públicament, ISO/PAS 17506.